# Эксперимент Вегнера
Экспериме́нт Ве́гнера (англ. Daniel Wegner) — психологический эксперимент, который был проведен в психологической лаборатории Университета Тринити в Сан-Антонио. Эксперимент представлял собой психологическое исследование реакции студентов на попытку запретить думать о том или ином предмете. Он также известен как эксперимент «О невозможности подавления мыслей», «Эффе́кт бе́лого медве́дя», «Парадо́кс ро́зового слона́» и «Тео́рия ирони́ческих проце́ссов».

## Суть эксперимента
Профессор психологии Гарвардского университета Дэниел Вегнер собрал студентов-добровольцев и разделил их на две группы. Предметом мыслей был выбран белый медведь. Первой группе студентов дали задание думать о белом медведе. Второй группе думать о белом медведе запрещалось. Каждый раз, когда в голове испытуемых возникали мысли о животном, они должны были нажимать на кнопку звонка. По результатам эксперимента, медведь возникал в их сознании чаще одного раза в минуту. Выяснилось, что запрет только побуждал мозг студентов думать исключительно о запрещенном предмете. Попытка контролировать мыслительный процесс, особенно в состоянии стресса или при внешних помехах, делала запретную мысль особенно навязчивой. У участников первой группы такого не наблюдалось.

«Я пытаюсь думать о сотнях вещей, обо всем, кроме белого медведя, но я вновь и вновь к нему возвращаюсь. Итак, взять, к примеру, эту коричневую стену. Всякий раз, как я пытаюсь не думать о белом медведе, я думаю именно о нём», — расшифровка речи одной девушки из эксперимента
Вегнер полагает, что «сознание может контролировать само себя», но «наши попытки контролировать его» приводят к блужданию мыслей. В частности, он утверждает, что существуют две системы психического контроля. Функция первой — поиск мыслей, которые соответствуют нашим намерениям. Вторая система распознает нежелательные мысли, то есть конкурирующие идеи, которые препятствуют нашим попыткам сконцентрироваться на нужной теме. Постоянно осуществляя поиск мыслей, которые помешают психическому контролю, вторая система фактически увеличивает когнитивную доступность нежелательных идей. Как следствие, при определённых условиях вероятность возникновения нежелательных мыслей повышается. Попытки контролировать нормальное течение мыслей, таким образом, приводят к противоположному результату.
Вегнер опубликовал результаты своих опытов в Journal of Personality and Social Psychology и разработал теорию, в которой ввел понятие иронических процессов.

## Почему именно медведь?
Дэниел Вегнер провел свой эксперимент, прочитав книгу графа Льва Толстого «Воспоминания», где нашел довольно интересный фрагмент. Толстой жил с братьями в Ясной Поляне. Он описывал, как в детстве, в 1833 году, мальчишки создали тайное «муравейное братство», одной из целей которого было сделать так, «чтобы люди не знали никаких несчастий, никогда не ссорились и не сердились, а были бы постоянно счастливы». Для достижения цели нужно было каждый день выполнять определённые задания, самое сложное из которых изобрел старший из братьев, Николай. Он решил, что для всеобщего счастья надо стать в угол и не думать о белом медведе. Он дал Льву это задание. В итоге именно этот зверь и возникал в воображении маленького Лёвы очень часто.

«Условия были, во-первых, стать в угол и не думать о белом медведе. Помню, как я становился в угол и старался, но никак не мог не думать о белом медведе.» — Лев Толстой, «Воспоминания»

«Попробуйте задать себе задачу: не вспоминать о белом медведе, и увидите, что он, проклятый, будет поминутно припоминаться.» — Федор Достоевский «Зимние заметки о летних впечатлениях», 1863

## Теория иронических процессов
Суть теории иронических процессов заключается в возвращении запретного в сознание с удвоенной силой при попытке подавить мысль или желание. Эффект способствует различным психологическим проблемам и расстройствам. Курильщики, которые пытаются не думать о сигаретах, находят, что это дается тяжелее, чем, когда не озабочен этой мыслью и не имеешь привычки.
По Вегнеру, иронический эффект проявляется более сильно, когда люди напряжены или подавлены.

«Исследования нашей лаборатории доказали присутствие иронического эффекта во многих областях человеческой жизни. Иронический процесс влияет на настроение, когда люди пытаются контролировать свое настроение, испытывая повышенную психическую нагрузку. Те, кто пытаются заставить себя почувствовать себя счастливыми, чувствуют себя несчастными, а те, кто пытаются почувствовать себя несчастными, выглядят довольно бодро. Эффект иронического процесса проявляется и при попытках самоконтроля. Те, кто в состоянии стресса пытаются расслабиться, чувствуют себя напряженно, а те, кто и не пытаются расслабиться, демонстрируют меньше признаков стресса. Иронический эффект возникает и при старательных попытках уснуть. В наших экспериментах те подопытные которым настоятельно рекомендовалось как можно быстрее заснуть под звуки громкой отвлекающей музыки засыпали дольше, чем те, кто не старался заснуть. Иронические эффекты возникают даже в процессе контроля своих движений. Когда мы просили испытуемых удержать маятник от колебания в определённую сторону, он качался в эту сторону чаще, чем у испытуемых, которым такая задача не ставилась». — Дэниел Вегнер 
В середине 1990-х оксфордские ученые Пол Салковскис и Мартина Рейнолдс показали, что подавление мыслей о курении порождает более сильную тягу к табаку. Куда эффективнее оказалось отвлечь курильщика от навязчивых мыслей о сигарете на что-либо другое. Сходные результаты получили специалисты, работавшие с депрессиями и изучавшие, как формируются навязчивые воспоминания.

## Поросячья латынь
Ранее считалось, что иронический процесс возникает при довольно несложных психических процессах. Американские психологи доказали, что он проявляется даже в тех случаях, когда человеку необходимо избегать довольно сложных мыслительных действий.
Ученые из Университета штата Калифорния в Сан-Франциско провели эксперимент, в котором участвовало 32 студента. Их обучили поросячьей латыни — разновидности шутливого зашифрованного английского языка, в котором производится перестановка букв согласно определённым правилам.
После того, как участники научились поросячьему латинскому, исследователи продемонстрировали им на компьютере другой набор слов и дали задание не думать об их искаженной версии. Если студенты все-таки непроизвольно осуществляли трансформацию в голове, то они нажимали кнопку пробела на клавиатуре.
В результате в 43 процентах всех испытаний добровольцы все равно переводили слова на поросячью латынь. «Эти люди активно пытались избежать появления эффекта, таким образом этот высокоуровневый процесс идет против намерений участников исследования», — замечает один из авторов работы. Результаты работы опубликованы в журнале Acta Psychologica.
Исследователи заключили, что иронический бумеранг может возникать при сложных и менее автоматических задачах.

## Критика
Британский журналист Оливер Буркеман британской газеты The Guardian в своей книге «Антидот. Противоядие от несчастливой жизни» писал, что задача с белым медведем действительно неразрешима. По его мнению, случай с белым медведем является не более чем удачной метафорой многого из того, что происходит в нашей жизни странным образом, как-то «не так»: слишком часто то, чего мы пытаемся избегать, притягивает нас как магнит.
«Мы осторожно несем стакан через комнату, приговаривая про себя „не пролей“, чтобы выронить его из рук прямо на ковер перед изумленным взглядом хозяина дома».

«Ироническая ошибка — вовсе не случайное отклонение от нашего безупречного умения владеть собой: похоже, она глубоко укоренена в душе и является нашей характерной чертой. Эдгар Аллан По называет её „бесом противоречия“ в своем одноимённом рассказе: это, например, возникающее периодически безымянное, но отчетливое желание прыгнуть вниз во время прогулки по горам или на смотровой площадке небоскреба. Не потому, что есть какие-то мотивы для самоубийства, а именно потому, что такое действие заранее представляется абсолютно пагубной ошибкой. Бес противоречия активно проявляет себя и в социальных связях».
В своей книге Оливер Буркеман ищет противоядие от несчастливой жизни и выискивает его в различных психологических экспериментах. Он надеется, что теория иронических процессов пояснит, что не так с человеческими усилиями достичь счастья и почему попытки быть позитивными столь часто приводят к обратному результату. По его мнению, результаты исследований Вегнера и других ученых, начиная с самых ранних опытов с белым медведем, позволяют ответить на этот вопрос утвердительно.
Пример: участники эксперимента, которым сообщили неприятную новость и просили не огорчаться по этому поводу, чувствовали себя намного хуже, чем другие люди, получившие такое же известие, но без подобных просьб относительно своей реакции на него. Опыты показывают, что люди, потерявшие близких и стремящиеся всеми силами избегать ощущения скорби, дольше других страдают от чувства утраты. Попытки подавления мыслей не удаются и в области секса: по данным об электропроводимости кожи, люди, получавшие задание не думать о сексе, возбуждались легче, чем те, которым не ставили подобных ограничений.

«Представьте, что вы пытаетесь исключить слово „невозможно“ из своего словарного запаса, или вообще сосредоточиваетесь только на том, что хорошо получается, и не желаете думать о неудачных результатах. Вы убедитесь, что при таком подходе возникает множество проблем, но главное — риск потерпеть неудачу просто потому, что вам захочется наблюдать за своими успехами.»
Доктор Джереми Дин (Dr. Jeremy Dean), психолог, основатель и автор веб-сайта «PsyBlog», пишет, что многие исследования показали, что подавление мыслей, в том числе негативных, не работает. Он начал искать альтернативы, как избавиться от негативных мыслей, и прибегнул к некоторым потенциальным способам американского психолога Дэниела Вегнера, которые он опубликовал в американском журнале «American Psychologist». К своим любимым доктор Дин относит ориентированное отвлечение, избегание стрессов, отложение мыслей на потом, парадоксальное и намеренное обдумывание негативных мыслей, принятие мыслей, попытка об этом написать.

«Меня всегда завораживал закон обратного усилия. Иногда я называю его „законом наоборот“. Если вы отчаянно барахтаетесь, пытаясь удержаться на поверхности воды, то в итоге идете на дно, а когда пытаетесь погрузиться — всплываете. Неуверенность проистекает из попыток обрести уверенность, а спасительное благоразумие состоит в безоговорочном признании того, что мы не в силах полностью обезопасить себя.»
Алан Уотс. Мудрость ненадежности
Блюма Зейгарник, советский психолог, и её коллеги ещё в 1927 году предупредили эксперимент Вегнера. Они поручили участникам эксперимента собирать мозаики, пока они не закончат, но затем намеренно прервали некоторых из них. Затем им были даны другие задачи для выполнения, но в итоге они постоянно возвращались к недовыполненной цели с мозаиками. Они думали об этой невыполненной задаче в два раза чаще, чем обо всем остальном. Не помогло и то, что им сказали об этом не думать. Те, кто дособирал мозаику, не имели в сознании необходимости думать об этом. Результат эксперимента показал, что вместо того, чтобы думать обо всем, чего люди достигли, то, что они не сделали (или не смогли закончить), начинает подкарауливать в их голове днём и ночью.